# X3
Az X3 egy nagysebességű 15 kV, 16,7 Hz AC áramrendszerű négyrészes villamosmotorvonat-sorozat. Svédországban az Arlanda Expressz üzemelteti Stockholms centralstation és a repülőtér között. A motorvonatokat az Alstom gyártotta 1998 és 1999 között. Összesen hét db motorvonat készült. A vonatok az Alstom Coradia családba tartoznak.